# 80 °C
80 °C est un manhua en 8 volumes de Yao Fei-La publié en Chine en 2004 et en France par Kana dans la collection Big Kana depuis 2007 : actuellement, 5 volumes ont déjà été publiés. L'origine du titre s'explique par le sous-titre : « Si l'amour avait une température, tu souhaiterais qu'elle soit de… »
La série se décline en plusieurs actes mettant en scène la jeunesse chinoise et ses différentes aspirations, notamment la recherche de l'amour et du bonheur.

## Synopsis

### Acte I: Le Roi et l'Oiseau (Volume 1)
Après un chagrin d'amour, Sun Xiaotian, une jeune fille de 17 ans, se fait couper les cheveux très courts et s'enfuit de chez elle. Elle rencontre un metteur en scène de théâtre en mal de succès, Monsieur Jiang, qui lui propose de devenir son assistante. La jeune fille cohabite avec cet homme de trente ans, souvent incompréhensible et imprévisible à ses yeux. Mais certaines péripéties amoureuses au sein de la troupe amènent la jeune Xiaotian à voir Monsieur Jiang sous un autre jour…

### Acte II: L'objectif (Volume 2)
Ali et Achun sont deux amis inséparables ; Achun et Ahua sont amoureux. Mais qu'y a-t-il entre Ali et Ahua… ?

### Acte III: Time (Volumes 2 à 4)
Zhiheng, un chanteur peu connu, retrouve par hasard Xiaojia, son amour d'adolescence, dans le métro d'une autre ville. L'émotion de ces retrouvailles inattendues ne dure pas longtemps. Zhiheng observe certains changements chez la jeune femme et découvre peu à peu les causes de sa mystérieuse disparition d'autrefois…

### Acte IV: Un cœur en guerre (Volume 4)
Toutes les camarades de classe de l'étudiante Duo rêvent de sortir avec un beau garçon. Duo, elle, a déjà son petit ami, An Da, un jeune homme séduisant, très attentionné. Plutôt naïve, elle croit en la perfection de l'amour, ce qui lui permet d'en profiter pleinement sans arrière-pensée. Malheureusement, une autre jeune fille, aimée secrètement par An Da quelques années plus tôt, réapparaît soudainement, ce qui brise l'harmonie du petit monde idéal de Duo…

## Note
- Le titre du premier acte fait référence au film Le Roi et l'Oiseau de Paul Grimault.

### Documentation
- Paul Gravett (dir.), « Les années 2000 : 80 °C », dans Les 1001 BD qu'il faut avoir lues dans sa vie, Flammarion, 2012 (ISBN 2081277735), p. 741.